# Dekanija Gornji Grad
Dekanija Gornji Grad je bila rimskokatoliška dekanija Savinjsko-šaleškega naddekanata Škofije Celje. Ukinjena je bila 1. septembra 2021 ob reorganizaciji naddekanatov in dekanij, pri čemer je bila z Dekanijo Šaleška dolina združena v novo Dekanijo Gornji Grad - Šaleška dolina.

## Župnije
1. Župnija Bočna
2. Župnija Gornji Grad
3. Župnija Ljubno ob Savinji
4. Župnija Luče
5. Župnija Mozirje
6. Župnija Nazarje
7. Župnija Nova Štifta
8. Župnija Radmirje
9. Župnija Rečica ob Savinji
10. Župnija Solčava
11. Župnija Šmartno ob Dreti
12. Župnija Šmihel nad Mozirjem